# Гапнарф'єрдюр (футбольний клуб)
Гапнарф'ярдюр (ісл. Hafnarfjarðar) — ісландський футбольний клуб з міста Гапнарф'єрдюр. Заснований 20 жовтня 1929 року. Стадіон «Каплакрікі», де команда приймає суперників, був реконструйований в середині 2000-х років, в результаті чого його місткість була збільшена до 3500 глядачів. У перспективі він має бути розширений до 6000 сидячих місць, що зробить стадіон одним з найбільших в Ісландії

## Історія
За межами Ісландії команда відома своєю перемогою над шотландським «Данфермлайн» у відбірковому раунді Кубка УЄФА сезону 2004/05 за сумою двох зустрічей з рахунком 4:3.
У 2006 році клуб з Гапнарф'ярдара втретє поспіль став чемпіоном Ісландії, набравши 36 з 54 можливих очок, а Трюггві Гудмундссон став найкращим снайпером сезону з 8 забитими м'ячами. Влітку 2006 року троє гравців клубу виступали за збірну: Даді Ларуссон, Сіґувін Олафссон і Армані Смарі Бьорнссон.

## Досягнення
- Чемпіон Ісландії (8): 2004, 2005, 2006, 2008, 2009, 2012, 2015, 2016.
- Володар Кубка Ісландії (2): 2007, 2010.
- Володар Кубка ісландської ліги (7): 2002, 2004, 2006, 2007, 2009, 2014, 2022.
- Володар Суперкубка Ісландії (6): 2005, 2007, 2009, 2010, 2011, 2013.

## Виступи в єврокубках
| Сезон     | Змагання         | Раунд | Суперник                 | 1-а гра | 2-а гра | В сукупності |  |
| --------- | ---------------- | ----- | ------------------------ | ------- | ------- | ------------ |  |
| 1990-1991 | Кубок УЄФА       | 1Р    | Данді Юнайтед            | 1–3     | 2–2     | 3–5          |  |
| 1994-1995 | Кубок УЄФА       | ПР    | Лінфілд                  | 1–0     | 1–3     | 2–3          |  |
| 1995-1996 | Кубок УЄФА       | ПР    | Гленавон                 | 0–0     | 0–1     | 0–1          |  |
| 2002      | Кубок Інтертото  | 1Р    | Цементарниця 55          | 3–1     | 1–2     | 4–3          |  |
| 2002      | Кубок Інтертото  | 2Р    | Вільярреал               | 0–2     | 2–2     | 2–4          |  |
| 2004–05   | Кубок УЄФА       | 1КР   | Гейверфордвест Каунті    | 1–0     | 3–1     | 4–1          |  |
| 2004–05   | Кубок УЄФА       | 2КР   | Данфермлін Атлетік       | 2–2     | 2–1     | 4–3          |  |
| 2004–05   | Кубок УЄФА       | 1Р    | Алеманія Аахен           | 1–5     | 0–0     | 1–5          |  |
| 2005–06   | Ліга чемпіонів   | 1КР   | Нефтчі                   | 0–2     | 1–2     | 1–4          |  |
| 2006–07   | Ліга чемпіонів   | 1КР   | ТВМК                     | 3–2     | 1–1     | 4–3          |  |
| 2006–07   | Ліга чемпіонів   | 2КР   | Легія                    | 0–1     | 0–2     | 0–3          |  |
| 2007–08   | Ліга чемпіонів   | 1КР   | ГБ Торсгавн              | 4–1     | 0–0     | 4–1          |  |
| 2007–08   | Ліга чемпіонів   | 2КР   | БАТЕ                     | 1–3     | 1–1     | 2–4          |  |
| 2008–09   | Кубок УЄФА       | 1КР   | Гревенмахер              | 3–2     | 5–1     | 8–3          |  |
| 2008–09   | Кубок УЄФА       | 2КР   | Астон Вілла              | 1–4     | 1–1     | 2–5          |  |
| 2009–10   | Ліга чемпіонів   | 2КР   | Актобе                   | 0–4     | 0–2     | 0–6          |  |
| 2010–11   | Ліга чемпіонів   | 2КР   | БАТЕ                     | 1–5     | 0–1     | 1–6          |  |
| 2011–12   | Ліга Європи      | 2КР   | Насіунал                 | 1–1     | 0–2     | 1–3          |  |
| 2012–13   | Ліга Європи      | 1КР   | Ешен-Маурен              | 2–1     | 1–0     | 3–1          |  |
| 2012–13   | Ліга Європи      | 2КР   | АІК                      | 1–1     | 0–1     | 1–2          |  |
| 2013–14   | Ліга чемпіонів   | 2КР   | Екранас                  | 1–0     | 2–1     | 3–1          |  |
| 2013–14   | Ліга чемпіонів   | 3КР   | Аустрія Відень           | 0–1     | 0–0     | 0–1          |  |
| 2013–14   | Ліга Європи      | ПО    | Генк                     | 0–2     | 2–5     | 2–7          |  |
| 2014–15   | Ліга Європи      | 1КР   | Гленавон                 | 3–0     | 3–2     | 6–2          |  |
| 2014–15   | Ліга Європи      | 2КР   | Німан                    | 1–1     | 2–0     | 3–1          |  |
| 2014–15   | Ліга Європи      | 3КР   | Ельфсборг                | 1–4     | 2–1     | 3–5          |  |
| 2015–16   | Ліга Європи      | 1КР   | Сейняйоен Ялкапаллокерго | 1–0     | 1–0     | 2–0          |  |
| 2015–16   | Ліга Європи      | 2КР   | Інтер Баку               | 1–2     | 2–2     | 3–4 (дод.ч.) |  |
| 2016–17   | Ліга чемпіонів   | 2КР   | Дандолк                  | 1–1     | 2–2     | 3–3 (г)      |  |
| 2017–18   | Ліга чемпіонів   | 2КР   | Вікінгур                 | 1–1     | 2–0     | 3–1          |  |
| 2017–18   | Ліга чемпіонів   | 3КР   | Марибор                  | 0–1     | 0–1     | 0–2          |  |
| 2017–18   | Ліга Європи      | ПО    | Брага                    | 1–2     | 2–3     | 3–5          |  |
| 2018–19   | Ліга Європи      | 1КР   | Лахті                    | 3–0     | 0–0     | 3–0          |  |
| 2018–19   | Ліга Європи      | 2КР   | Хапоель Хайфа            | 1–1     | 0–1     | 1–2          |  |
| 2020–21   | Ліга Європи      | 1КР   | ДАК 1904                 | 0-2     |         | 0-2          |  |
| 2021–22   | Ліга конференцій | 1КР   | Слайго Роверс            | 1–0     | 2–1     | 3–1          |  |
| 2021–22   | Ліга конференцій | 2КР   | Русенборг                | 0–2     | 1–4     | 1–6          |  |

Примітки
- ПР: Попередній раунд
- 1Р: Перший раунд
- 2Р: Другий раунд
- 1КР: Перший кваліфікаційний раунд
- 2КР: Другий кваліфікаційний раунд
- 3КР: Третій кваліфікаційний раунд
- ПО: Раунд плей-оф